# Staryya Darohi
Staryya Darohi (bielorruso: Стары́я Даро́гі) o Staryye Dorogui (ruso: Стары́е Доро́ги) es una ciudad subdistrital de Bielorrusia, capital del distrito homónimo en la provincia de Minsk.
En 2023, la ciudad tenía una población de 10 972 habitantes.
Se ubica unos 60 km al oeste de Babruisk, sobre la carretera P43 que lleva a Ivatsévichy. Al norte de Staryya Darohi sale la carretera P92, que lleva a Máryina Horka.

## Historia
El pueblo de Darohi se menciona por primera vez en documentos del Gran Ducado de Lituania de 1524. En 1582, el pueblo adoptó el estatus de miestelis. A finales del siglo XVII tuvo que adoptar en su topónimo la palabra "Staryya" ("antigua") para distinguirlo de un pueblo nuevo cercano con el mismo nombre, Nóvyya Darohi. En la partición de 1793 se integró en el Imperio ruso, que redujo su estatus al de una simple aldea. Comenzó a desarrollarse como poblado ferroviario cuando en 1896 se abrió una línea de ferrocarril de vía estrecha de Asipóvichy a Staryyi Darohi, que llevó a crecer el pueblo 2 km al oeste; en 1915, se completó la línea hasta Slutsk. En 1920 se integró en la RSS de Bielorrusia, que le dio el estatus de capital distrital en 1924 y reconoció al año siguiente su estatus histórico de miasteczko. Tiene estatus de ciudad desde 1938.